# Nix (měsíc)

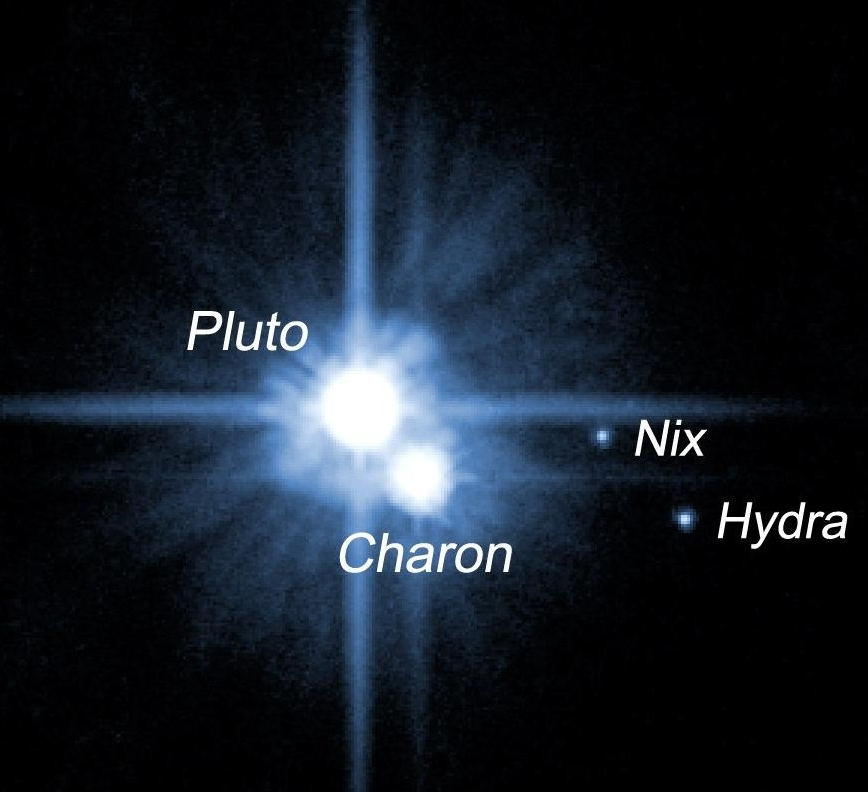
Pluto se svými měsíci

Nix je měsíc trpasličí planety Pluto. Nejdetailnější snímky měsíce pořídila sonda New Horizons, která proletěla kolem systému Pluta v červenci 2015.

## Objev a pojmenování
Nix byl objeven spolu s dalším měsícem Pluta Hydrou v červnu 2005 pomocí Hubbleova vesmírného teleskopu, a to jako druhý z pěti dosud známých měsíců Pluta.
Pojmenován byl 21. června 2006 podle řecké bohyně tmy a noci Nyx, která je matkou Charóna. Aby nedošlo k záměně jmen s asteroidem 3908 Nyx, byl vybrán egyptský přepis jejího jména.

## Vlastnosti
Snímky ze sondy New Horizons ukázaly na nepravidelné rozměry měsíce (ca 50 km × 35 km × 33 km), přičemž kolem Pluta obíhá ve vzdálenosti 48694 km po kruhové dráze podobné hlavnímu měsíci Charonu. Detailní snímek měsíce také ukazuje na nejméně 6 impaktních kráterů na jeho povrchu, z nichž největší má průměr ca 15 km. Samotný povrch Nixu je pak převážně ledový regolit, s tím, že zrna vodního ledu jsou pravděpodobně velmi čistá.
Podobně jako měsíc Hydra rotuje kolem Pluta chaoticky, přičemž bylo zjištěno, že perioda rotace vzrostla o 10% od doby objevu měsíce po dobu pozorování sondou New Horizons.